# Stanisław Hałas (poseł)
Stanisław Hałas (ur. 1898 w Kąkolewie, zm. 1965) – polski górnik i działacz związkowy, poseł na Sejm Ustawodawczy (1947–1952).

## Życiorys
Po ukończeniu szkoły powszechnej w Westfalii podjął pracę w charakterze górnika. W latach 1916–1918 walczył w wojsku niemieckim, po zakończeniu wojny uczestniczył w powstaniach: wielkopolskim i śląskim. Od 1932 zatrudniony jako górnik w kopalni „Barbara” w Królewskiej Hucie. W czasie II wojny światowej na robotach przymusowych w Niemczech, po 1945 powrócił do swego zakładu pracy jako przewodniczący Rady Zakładowej. Od 1958 przebywał na emeryturze.
W 1947 uzyskał mandat posła na Sejm z ramienia Stronnictwa Demokratycznego w okręgu Katowice. Pracował w Komisjach Pracy i Opieki Społecznej oraz Ziem Odzyskanych i Repatriacji.
Odznaczony Krzyżem Walecznych i Virtuti Militari (za udział w powstaniach) oraz Brązowym, Srebrnym i Złotym Krzyżem Zasługi.